# Harlan Coben
Harlan Coben (Newark, Nova Jersey, 4 d gener de 1962) és un escriptor estatunidenc de novel·les de misteri i suspens. Les trames de les seves novel·les sovint impliquen la reelaboració dels esdeveniments no resolts o mal interpretats en el passat (com ara homicidis, accidents mortals, etc.) i sovint tenen diversos girs trepidants. Dues de les seves sèries de llibres succeeixen al voltant de Nova York i Nova Jersey, i alguns dels personatges secundaris han aparegut en totes dues.

## Biografia
Coben va néixer en una família jueva a Newark, Nova Jersey, però va ser criat i educat a Livingston, del mateix estat, amb el seu amic d'infància i futur polític Chris Christie. Mentre estudiava ciències polítiques al Amherst College, va ser membre de la fraternitat Psi Upsilon amb l'autor Dan Brown. Després del seu pas pel Amherst College, Coben va treballar en una empresa familiar del sector del turisme. Actualment viu a Ridgewood amb la seva dona, Anne Armstrong-Coben, pediatra, i els seus quatre fills.

## Trajectòria
Coben estava en el seu últim any a la universitat quan es va adonar que volia escriure. El seu primer llibre va ser acceptat quan tenia vint anys, però després de la publicació de dues novel·les independents als vint anys (Play Dead el 1990 i Miracle Cure el 1991) es va decidir per un canvi de rumb i va començar una sèrie de novel·les amb el seu personatge Myron Bolitar, un ex-jugador de bàsquet que es va convertir en agent esportiu, que sovint troba la solució a la investigació dels assassinats.
Coben ha guanyat un Premi Edgar, un Premi Anthony i un Premi Shamus, i és el primer escriptor que els ha rebut tots tres. També és el primer escriptor en més d'una dècada que ha estat convidat a escriure ficció per a la pàgina d'opinió del New York Times.
El 2001 va publicar la seva primera novel·la de suspens des de la creació de la sèrie Myron Bolitar el 1995, Tell No One, que va passar a ser la seva novel·la més venuda fins a la data i de la qual ja hi ha una adaptació al cinema realitzada pel director francès Guillaume Canet.
El 2010 va obtenir el IV Premi RBA de Novel·la Policíaca per la seva obra Alta tensió (Live Wire), protagonitzada per Myron Bolitar.

## Obres

### Sèrie de Myron Bolitar
1. Deal Breaker, 1995. Premi Anthony i finalista de l'Edgar Award en la categoria "Best Paperback Original".
2. Drop Shot, 1996.
3. Fade Away, 1996. Premis Edgar y Shamus, finalista dels premis Anthony i Barry en la categoria "Best Paperback Original", i finalista del Premi Dilys.
4. Back Spin, 1997. Premi Barry i finalista del premis Shamus i Dilys.
5. One False Move, 1998.
6. The Final Detail, 1999.
7. Darkest Fear, 2000.
8. Promise Me, 2006.
9. Long Lost, 2009.
10. Live Wire, 2011. Premi RBA de Novel·la Policíaca.
11. Home, 2016

### Sèrie de Mickey Bolitar
1. Shelter, 2011.
2. Seconds Away, 2012.
3. Found, 2014

### Novel·les independents
- Play Dead, 1990.
- Miracle Cure, 1991.
- Tell No One, 2001. Finalista dels premis Edgar, Anthony, Macavity i Barry
- Gone for Good, 2002.
- No Second Chance, 2003.
- Just One Look, 2004.
- The Innocent, 2005.
- The Woods, 2007.
- Hold Tight, 2008.
- Caught, 2010.
- Stay Close, 2012.
- Six Years, 2013.
- Missing You, 2014.
- The Stranger, 2015.
- Fool Me Once, 2016).
- The Magical Fantastical Fridge, 2016.
- Don't Let Go, 2018.
- Run away, 2019.